# 644
Cette page concerne l'année 644  du calendrier julien. Pour l'année 644 av. J.-C., voir 644 av. J.-C.
L'année 644 est une année bissextile qui commence un jeudi.

## Événements
- 4 novembre : Omar (ou Umar), le second calife de l'islam, est assassiné dans la mosquée de Médine par un esclave persan chrétien nommé Firûz. Il meurt trois jours après[1].
- 12 novembre[1] : l’omeyyade Othman, gendre du prophète de l'islam, Mahomet, est difficilement désigné comme calife par une commission de six Compagnons constituée par son prédécesseur Omar (fin du califat en 656). Il doit très vite faire face à une opposition complexe dès qu’il entreprend de consolider l’enracinement des Arabes hors d’Arabie. Son autorité n’est pas reconnue par les partisans (les chiites) de `Ali, mari de Fatima, fille de Mahomet[2].

- Prise d’Ispahan et de Ravy en Iran par les musulmans (643-644). Le régime sassanide s’effondre[3].
- Le souverain de Qarachahr dans le Tarim, sans doute inquiet de l’annexion de Tourfan en 640, s’allie à son tour aux Köktürks occidentaux et se révolte contre la Chine. Une nouvelle expédition dirigée par le général chinois Kouo Hiao-k'o  réussit à prendre Qarachahr par surprise et à renverser le souverain pour le remplacer par son frère, dévoué à la Chine[4].
- Le roi franc Sigebert III, sous l'influence de Grimoald, interdit à l'archevêque de Bourges Sulpice de réunir un synode provincial sans autorisation de sa part[5].

## Naissances en 644
- Omar Ibn Abi Rabia, poète arabe.
- Ursmer de Lobbes, moine, évangélisateur de la Flandre et du Hainaut.

## Décès en 644
- 31 octobre/7 novembre[6] : Omar (ou Umar), second calife de l'islam, de 634 à 644.

- Al-H̠ansā’, poétesse arabe spécialiste de l’élégie.